# 新村徹
新村 徹（しんむら とおる、1936年(昭和11年)2月17日 - 1984年(昭和59年)10月21日）は、日本の中国文学者、児童文学者。

## 経歴
1936年、京都府生まれ。子供の頃に、父・新村猛が「世界文化」出版に関連して治安維持法違反で逮捕されたことから国賊の子扱いされ、国民学校時代にはいじめ抜かれるという経験も持つ。
愛知大学中国文学科卒業を経て、旧・東京都立大学大学院博士課程修了。専攻は中国文学。
『広辞苑』（岩波書店）第二版以降の改訂編集や「新村出全集」ほかの祖父の著作編集などにも加わった。立命館大学、同志社大学などの非常勤講師を経て、1975年より桜美林大学助教授を経て、教授となる。
1984年10月20日、町田市内でバスで降りた後、道路を横切る途中でバイク事故にあい、病院搬送されたが意識は戻らず、翌21日に急逝した。享年48歳。

## 家族・親族
- 祖父：新村出は国語学者。
- 父：新村猛はフランス文学者。
- 弟：新村恭は編集者（岩波書店など）。
- 妻：新村香代子は中井正一の娘。

## 主な刊行
- 『中国民話集　巨人ニジガロ』、釜屋修共訳編（日本中国友好協会、1969年8月）
- 『中国民話集　チワンの星』、釜屋修共訳編（日本中国友好協会、1970年11月）
- 『魯迅のこころ』（少年少女におくる伝記 (ジュニア・ライブラリー)・理論社、1970年）
- 『クルバンの魔王たいじ―中国(ウイグル)民話』（文研出版、1975年）
- 『六にんきょうだい (中国民話の絵本)』（偕成社、1977年9月）
- 『町に恐竜がやってきた』 （任大星、太平出版社、1984年2月）
- 『中国現代文学事典』、丸山昇・伊藤虎丸共編（東京堂出版、1985年9月）